# Josiah Hayden Drummond

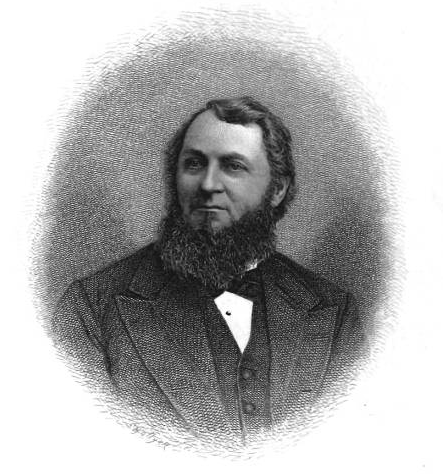
Josiah Hayden Drummond

Josiah Hayden Drummond (* 30. August 1827 in Winslow, Maine; † 25. Oktober 1902 in Portland, Maine) war ein US-amerikanischer Anwalt und Politiker, der von 1860 bis 1863 Maine Attorney General war.

## Leben
Josiah Hayden Drummond wurde 1827 in Winslow, Maine als Sohn von Clark Drummond (1796–1888) und Cynthia Blackwell (1799–1868) geboren. Er besuchte die Vassalboro Academy und das Waterville College, heute Colby College und beendete dort seine Ausbildung im Jahr 1846. Um sich sein Studium zu finanzieren, arbeitete Drummond als Lehrer. Er studierte unter der Anleitung von Boutelle und Noyes in Waterville. Im Jahr 1850 erhielt er seine Zulassung als Anwalt und im selben Jahr war er Mitglied einer Kommission, die in Kalifornien anwaltlich tätig sein sollte, da es dort kaum ausgebildete Anwälte gab. Als er sich in Kalifornien einrichten wollte, erhielt er ein Schreiben von Boutelle, welcher ihm die Kanzlei in Waterville anbot. Drummond kehrte zurück und übernahm die Kanzlei. Er blieb bis 1860 in Waterville. Bis 1855 war er Mitglied der Demokratischen Partei, jedoch missfiel ihm die Haltung der Partei zur Sklaverei, welche er seit seiner Studienzeit ablehnte. Deshalb trat er aus der Demokratischen Partei aus und in die Republikanische Partei ein.
Drummond zog 1860 nach Portland, als er dort das Amt des Maine Attorney General antrat. Er wurde nach dem plötzlichen Tod von G. W. Ingersoll gewählt und hatte es bis 1863 inne. Als Mitglied der Republikanischen Partei war er von 1857 bis 1859 und im Jahr 1869 Abgeordneter im Repräsentantenhaus von Maine sowie Sprecher des Hauses in den Jahren 1858 bis 1859 und im Jahr 1860 Mitglied des Senats von Maine Drummond gehörte zu den Unterstützern von Hannibal Hamlin und auf dem Republikanischen Parteitag im Jahr 1964 setzte er sich für die Kandidatur Hamlins zum Vizepräsidenten ein.
Drummond war Mitglied des Board of Trustees des Colby Colleges und ab 1888 auch Vorsitzender. Im Jahr 1871 verlieh ihm das College als Anerkennung seiner Leistung den Ehrendoktortitel „Doctor of Laws“. Er war Rechtsberater der Portland and Kennebec Railroad bis zu seinem Tod und im Jahr 1876 wurde er zum Direktor der Union Mutual Life Insurance Company gewählt. Er gründete im Jahr 1881 in Portland zusammen mit seinem Sohn die Anwaltskanzlei Drummond & Drummond, welche als älteste Kanzlei in Portland bis heute aktiv ist.
Zudem gehörte Drummond den Freimaurern an. Er war Grand Master of the Grand Lodge of Maine, General Grand High Priest of the General Grand Chapter of Royal Arch Masons, sowie General Grand Master of the General Grand Council of Royal and Select Masters und Sovereign Grand Commander of the Scottish Rite, Northern Jurisdiction.
Drummond war auch als Historiker und Schriftsteller tätig. Er schrieb mehrere Bücher über die Geschichte seiner Familie und die seiner Frau sowie über die Freimaurerei in den Vereinigten Staaten.
Ein Liberty-Frachter, SS JH Drummond wurde nach ihm benannt.
Josiah Hayden Drummond war mit Elzada Rollins Bean (1829–1907) verheiratet. Sie hatten mehrere Kinder. Er starb am 25. Oktober 1902 in Portland, sein Grab befindet sich auf dem Evergreen Cemetery in Portland.

## Werk
- John Rogers of Marshfield and Some of His Descendants. Higginson Book Company, 1898.
- James Rogers of Londonderry, and James Rogers of Dunbarton. Manchester N.H 1897. (Neuauflage, Kessinger Publishing, 2009, ISBN 978-1-104-13518-8)
- Masonic Historical and Bibliographical Memoranda. Masonic Collectors’ Assoc, 1882.